# St. Dionysius (Holle)

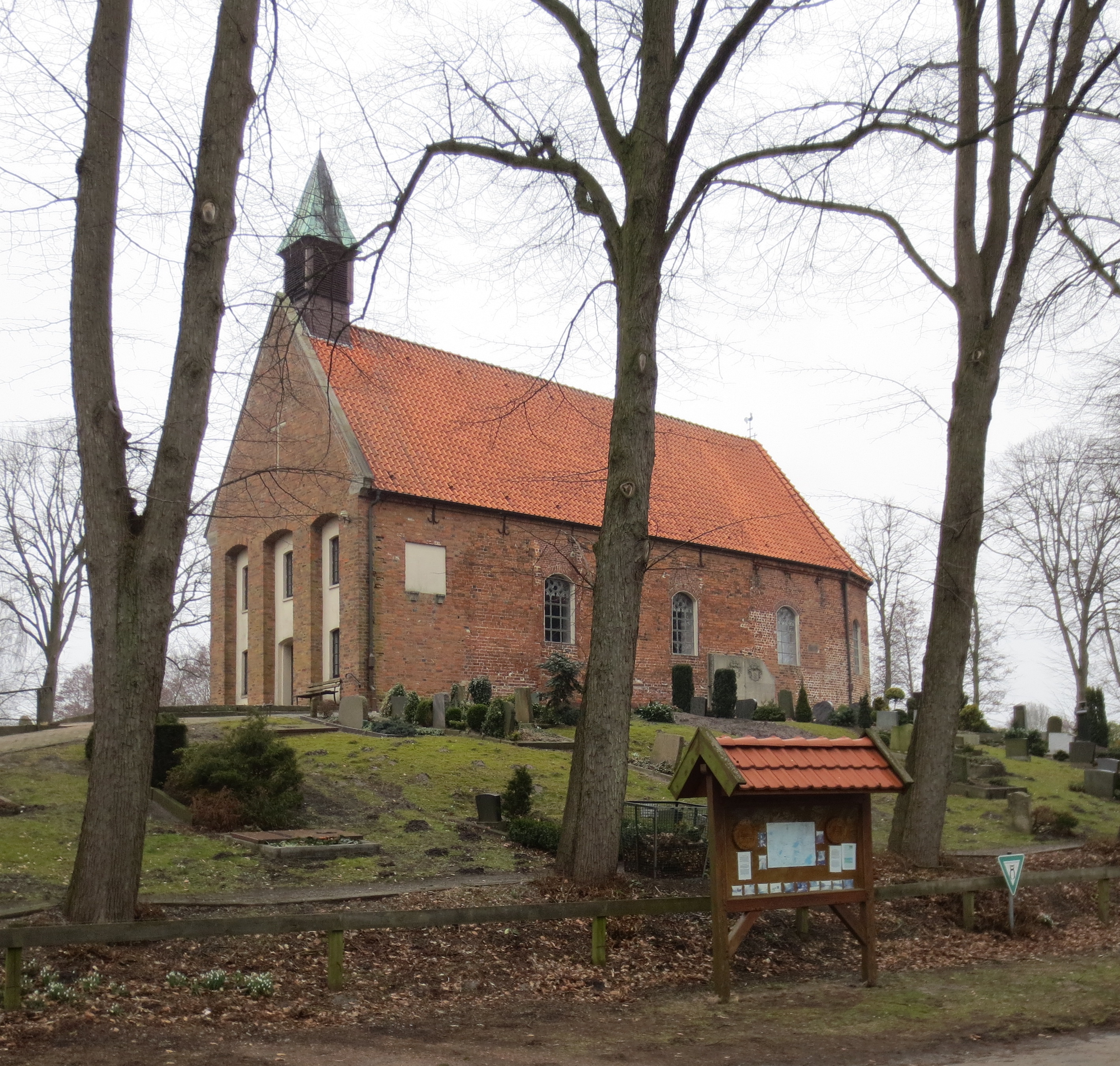
Ansicht von Süden

St. Dionysius in Holle, Gemeinde Hude, ist die Pfarrkirche der Evangelisch-lutherischen Kirchengemeinde Holle-Wüsting, die dem Kirchenkreis Delmenhorst/Oldenburg Land der Evangelisch-Lutherischen Kirche in Oldenburg angehört.

## Geschichte
Nach der Besiedlung des Gebietes durch Holländer im 12. Jahrhundert soll sich die erste Kirche in Oberhausen befunden haben. Die jetzige Kirche geht im Kern auf das 13. Jahrhundert zurück. Die erste urkundliche Erwähnung stammt aus dem Jahr 1277, dies wird auch als Baujahr angenommen.
In den folgenden Jahrhunderten wurde die Kirche mehrmals verändert. 1740 stürzte der östliche Teil ein. Daraufhin wurde die Kirche 1741 nach Osten um den Chor erweitert und die Gewölbe abgebrochen. 1868 wurde durch Oskar Tenge ein Kirchturm an der Westseite ergänzt.
1945, kurz vor dem Ende des Zweiten Weltkriegs, wurde der Turm von Soldaten der Wehrmacht gesprengt. Dabei wurden auch das Gewölbe und die 1719 (oder 1722) von Christian Vater erbaute Orgel zerstört. Von 1947 bis 1949 wurde das Kirchengebäude renoviert. Der Turm wurde jedoch nicht rekonstruiert, sondern durch einen Dachreiter ersetzt.

## Beschreibung

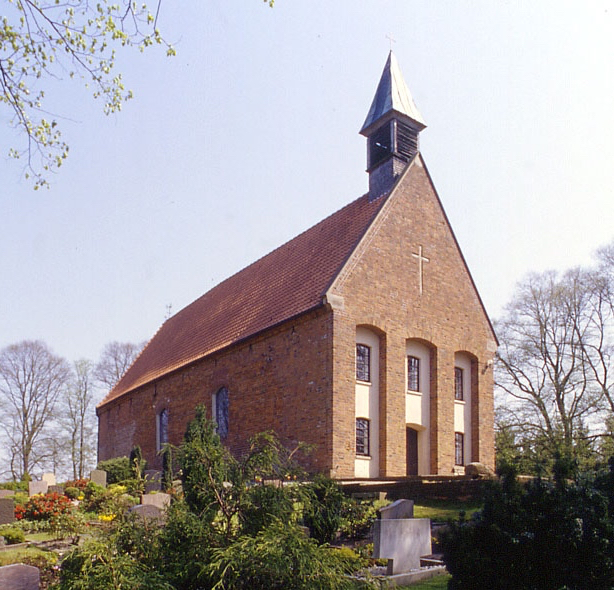
Ansicht von Nordwesten

Die aus Backstein erbaute Saalkirche besteht aus einem zweijochigen Langhaus mit einer Vorhalle an der Westseite und dem polygonalen Chor an der Ostseite. Im Chor befindet sich eine gerade Holzbalkendecke. Langhaus und Vorhalle waren mit Gewölbe ausgestattet, das 1945 zerstört wurde. Der Haupteingang befindet sich in der danach neu errichteten Westwand.

## Ausstattung
Die sechseckige Kanzel wurde 1637 oder 1638 von Ludwig Münstermann aus Eichenholz geschnitzt. An den freien Seiten befinden sich Figuren der vier Evangelisten und des Kirchenpatrons Dionysius von Paris.
Ein 1624 ebenfalls von Münstermann gefertigtes Taufbecken wurde bereits vor 1907 an das Oldenburger Kunstgewerbemuseum (seit 1921 Landesmuseum für Kunst und Kulturgeschichte Oldenburg) übergeben, die dazugehörige Taufschale aus Messing ist noch in der Kirche vorhanden.
Ein Relief aus der Zeit um 1520, das Mariä Aufnahme in den Himmel darstellt, stammt aus einem spätgotischen Schnitzaltar. Das Altarretabel ist mit 1702 datiert. In der Kirche befinden sich zudem zwei Grabplatten aus der Mitte des 17. Jahrhunderts.